# Alberto Ginastera
Alberto Evaristo Ginastera, né le 11 avril 1916 à Buenos Aires et mort le 25 juin 1983 à Genève, est, avec Heitor Villa-Lobos, Carlos Chávez et Silvestre Revueltas, l'un des plus illustres compositeurs latino-américains du XXe siècle. Il fut l'élève de Carlos López Buchardo à Buenos Aires.

## Biographie
Alberto Ginastera enseigne la composition au Conservatorio Nacional à partir de 1941, et a été jeune prof de musique au Lycée Militaire General San Martín, où une plaque rappelle son passage; mais, censuré par la dictature de la Révolution argentine, quitte son pays en 1970 pour s'établir en Suisse. Surtout porté vers l'écriture d'œuvres de grande envergure (opéras, symphonies, cantates, concertos), Ginastera laisse également de la musique de chambre, des partitions pour piano et quatre recueils de chants. 
Dès 1967, le compositeur estimait que son œuvre se divisait en trois périodes qu'il qualifiait respectivement de « nationalisme objectif » (1935–1947), de « nationalisme subjectif » (1948–1957) et de « néo-expressionnisme » (à partir de 1958). Gilbert Chase expliquait :
« Le nationalisme objectif de Ginastera est caractérisé par une présentation des expressions et sujets argentins, d'une manière directe et manifeste, avec des éléments mélodiques attachés à la tonalité. À la fois le rythme et la mélodie sont modelés sur des genres argentins du chant populaire et de danse connus sous le nom de música criolla (d'origine européenne), bien que les citations littérales soient rarement employées. »
Il est inhumé au cimetière des Rois à Plainpalais (Genève).

## Principales œuvres

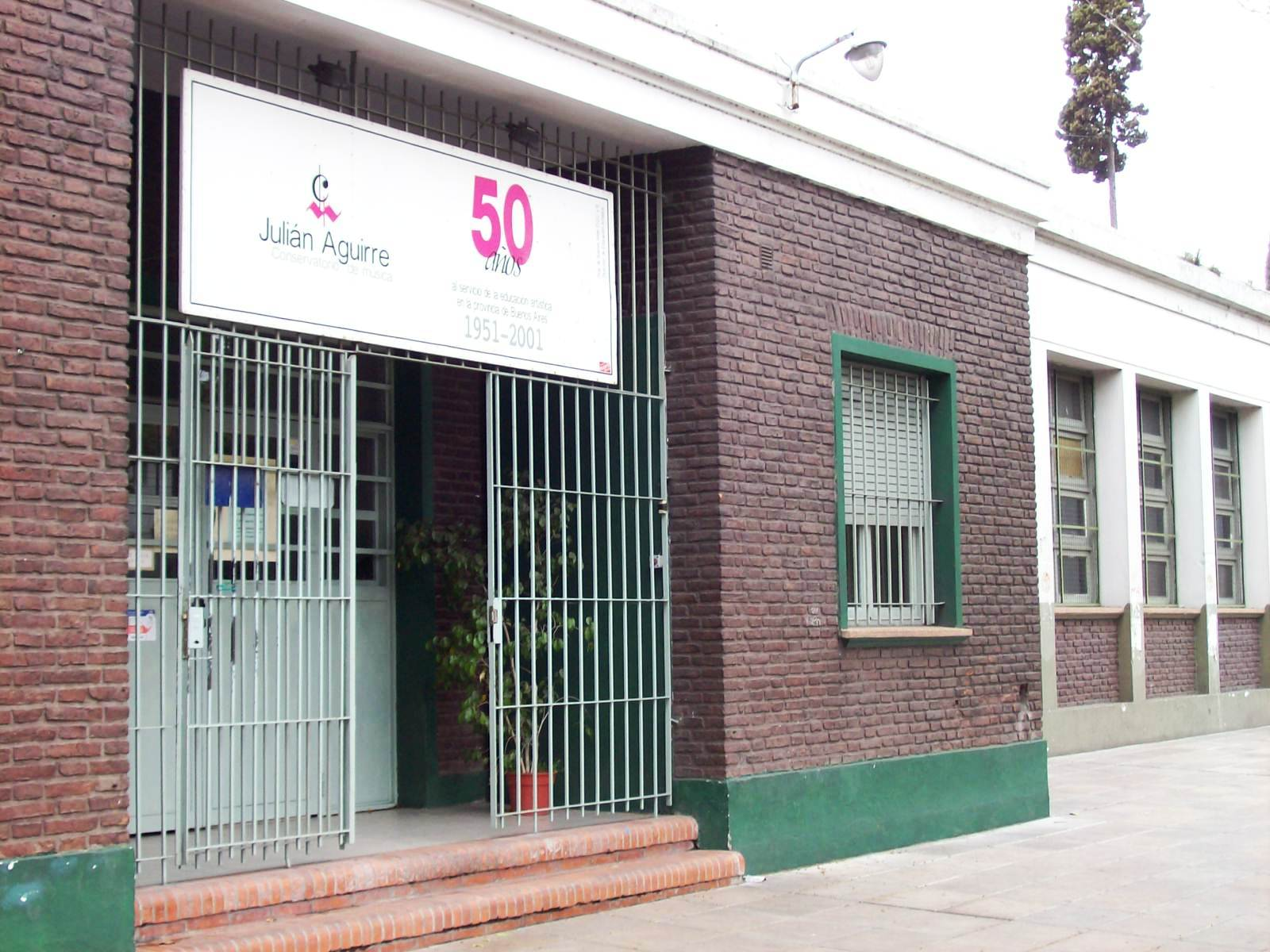
Conservatoire de musique Julián Aguirre, fondé par Ginastera en 1951.

### Opéras
- Don Rodrigo, op. 31 (1964)
- Bomarzo, op. 34 (1967), interdit en Argentine jusqu’en 1972[3]
- Beatrix Cenci, op. 38 (1971), sur la pièce The Cenci (1819) de  Percy Bysshe Shelley

### Ballets
- Panambí, op. 1 (1934–1936)
- Estancia, op. 8 (1941)

### Musique orchestrale
- Obertura para el "Fausto" criollo, op. 9 (1943)
- Ollantay: 3 mouvements symphoniques, op. 17 (1947), inspirés d'un poème inca et créés le 29 octobre 1949 sous la direction d'Erich Kleiber.
- Variaciones concertantes, op. 23 (1953), créé le 2 juin 1953 à Buenos Aires par l'Orchestre de l'Association des Amis de la musique sous la direction d'Igor Markevitch.
- Pampeana no 3, op. 24 (1954)
- Concerto per corde, op. 33 (1966)
- Estudios Sinfonicos, op. 35 (1967)
- Popol Vuh, op. 44 (1975–1983, œuvre commandée par Eugene Ormandy pour l'Orchestre Philharmonia et inachevée, la neuvième et dernière partie n'étant pas écrite du fait de la mort du compositeur), inspiré d'un mythe maya sur la création du monde. Elle a été créée le 7 avril 1989 par Leonard Slatkin.
- Glosses sur des thèmes de  Pablo Casals, pour cordes, op. 46 (Genève, 1976), sur une commande pour le festival Casals de Puerto Rico, créé le 14 juin 1976 avec l'orchestre des jeunes du festival, sous la direction d'Alexander Schneider.
- Glosses sur des thèmes de Pablo Casals, pour orchestre, op. 48 (1977), créé le 24 janvier 1978 avec l'Orchestre national symphonique sous la direction de Mstislav Rostropovitch
- Iubilum, op. 51 (1980)

### Musique concertante
- Concerto pour harpe, op. 25 (1956)
  1. Allegro giusto
  2. Molto moderato
  3. Kadenz - Liberamente capriccioso
  4. Vivace
- Concerto pour piano no 1, op. 28 (1961)
  1. Cadenza e varianti
  2. Scherzo allucinante
  3. Adagissimo
  4. Toccata concertata
- Concerto pour piano no 2, op. 39 (1972)
  1. 32 variazioni sopra un accordo di Beethoven
  2. Scherzo per la mano sinistra
  3. Quasi una fantasia
  4. Cadenza
  5. Finale prestissimo
- Concerto pour violon, op. 30 (1963)
- Concerto pour violoncelle no 1, op. 36 (1968)
- Concerto pour violoncelle no 2, op. 50 (1980)

### Piano
- Danzas argentinas, op. 2 (1937)
- Milonga, op. 3
- Tres piezas, op. 6 (1940)
- Malambo, op. 7  (1940)
- "Petite danse" d’après le  ballet Estancia, op. 8
- Doce preludios americanos, op. 12 (1944)
- Suite de danzas criollas, op. 15 (1946)
- Rondó sobre temas infantiles argentinos, op. 19 (1947)
- Sonate pour piano no 1, op. 22 (1952)
- Sonate pour piano no 2, op. 53 (1981)
- Sonate pour piano no 3, op. 54 (1982)
- Piezas Infantiles (1934)
- Danzas argentinas Para los ninos
  1. Moderato for Alex
  2. Passage Paisaje for Georgina
- Toccata pour piano (1970)

### Orgue
- Toccata, Villancico y Fuga, op. 18 (1947)
- Variazioni e Toccata sopra Aurora lucis rutilat, op. 52 (1980)
Variación 1 : Maestoso
Variación 2 : Tempo giusto
Variación 3 : Impetuoso, l'istesso tempo
Variación 4 : Vivacissimo
Variación 5 : L'istesso tempo
Variación 6 : L'istesso tempo
Variación 7 : Sereno
Variación 8 : Estatico
Variación 9 : Quasi allegretto
Variación 10 : Pastorale
Variación 11 : Andantino poetico
Variación 12 : Lento
Toccata - Finale : Tema

### Musique vocale ou chorale
- Dos canciones pour voix et piano, op. 3 (1937)
- Psalm 150, op. 5 (1938)
- Cinco canciones populares argentinas, pour voix et piano, op. 10 (1943)
- Las horas de una estancia (Ocampo), pour voix et piano, op. 11 (1943)
- Livre des Lamentations, op. 14 (1946)
- Cantata para América Mágica, pour soprano et orchestre de percussion, op. 27 (1960)
- Bomarzo op. 32 (1964), cantate
- Milena, Cantate no 3 pour soprano et orchestre, op. 37 (1971)
- Turbae (« Foules »), pour soliste, chœurs et orchestre, op. 43 (1975)

### Musique de chambre
- Duo pour flute et hautbois, op. 13 (1945)
- Pampeana no 1, pour violon et piano, op. 16 (1947)
- Quatuor à cordes no 1, op. 20 (1948)
- Pampeana no 2, pour violoncelle et piano, op. 21 (1950)
- Quatuor à cordes no 2, op. 26 (1958)
- Quintette pour piano, op. 29 (1963)
- Quatuor à cordes no 3, op. 40 (1973)
- Puneña no 2, op. 45, « Hommage à Paul Sacher » pour violoncelle seul (1976)
- Sonate pour guitare, op. 47  (1976)
- Sonate pour violoncelle et piano, op. 49  (1979)

### Œuvres sans numéro d’opus
- Concierto Argentino, pour piano et orchestre (1937)
- Symphonie no 1 "Sinfonia porteña" (1942)
- Symphonie no 2 "Sinfonia elegíaca" (1944)
- Impresiones de la Puna - Flauta y cuerdas
- "Amiro canta" - Canción
- Sonatina para arpa
- Canciones infantiles para piano
- "La Cenicienta"  pour deux pianos
- "La moza de los ojos negros" - Soprano et piano
- Canciones y danzas argentinas para violín y piano